# La Danse de la mariée en plein air
La Danse de la mariée en plein air est un tableau peint par Pieter Brueghel l'Ancien en 1566. Il est conservé au Detroit Institute of Arts.

## Description
Le lieu des réjouissance tient à la fois de la forêt et de la clairière, et semble, à l'avant-scène, presque exclusivement réservé à la danse sur une musique de cornemuse. Sur les côtés, les membres de l'assistance s'entretiennent, boivent ou observent les joueurs. À l'arrière, la mariée est assise à une table, derrière laquelle est suspendue une tenture. Brueghel a ordonné sa composition en ménageant deux passages moins fréquentés entre l'assistance et les danseurs, délimitant ainsi deux diagonales qui convergent vers le tronc d'arbre au centre du tableau. Dans le triangle de la danse ainsi délimité, presque tout le monde agite les jambes, lance ses bras en l'air ou se déhanche. Sous la fine couche de peinture, on peut aujourd'hui encore observer à l'œil nu le soin apporté au dessin préparatoire, conférant au tableau un surcroît de vie.